# Ruwbladigenfamilie
De ruwbladigenfamilie (Boraginaceae) is een plantenfamilie. Wat er al dan niet tot deze familie hoort verschilt sterk, afhankelijk van de taxonomische opvattingen. In de 23e druk van de Heukels wordt uitgegaan van een ruime omschrijving, waarbij onder andere de bosliefjesfamilie (Hydrophyllaceae) is ingevoegd in deze familie. In de ruime opvatting omvat de familie bomen, struiken, kruidachtige planten en soms lianen. De familie komt wereldwijd voor van gematigde streken tot in de tropen, met een concentratie rond de Middellandse Zee.
Een opvallend kenmerk is de ruwe beharing op stelen, bladeren en knoppen.
De bloeiwijze is een schicht.
- Bloemformule: Ka(5)Ko(5)+A5G (2)

In het Cronquist-systeem (1981) werd de ruwbladigenfamilie ondergebracht bij de orde Lamiales. In het APG II-systeem (2003) zijn ze niet ingedeeld in een orde, maar de Heukels gaat over tot een plaatsing in de orde Boraginales. Dit wordt dan weer niet gevolgd in het APG III-systeem (2009).

## Soorten
De volgende soorten worden in Wikipedia behandeld:
- Kromhals (Anchusa arvensis)
- Gewone ossentong (Anchusa officinalis)
- Bernagie (Borago officinalis)
- Kaukasisch vergeet-mij-nietje (Brunnera macrophylla)
- Knoflookboom (Cordia alliodora)
- Texaanse olijf (Cordia boisseri)
- Sebestenboom (Cordia sebestena)
- Kou (Cordia subcordata)
- Veldhondstong (Cynoglossum officinale)
- Boshondstong (Cynoglossum germanicum)
- Echium aculeatum
- Echium brevirame
- Echium candicans
- Echium creticum
- Echium nervosum
- Echium pininana
- Echium gentianoides
- Echium plantagineum
- Slangenkruid (Echium vulgare)
- Echium webbii
- Echium wildpretii
- Echium wildpretii subsp. trichosiphon
- Echium wildpretii subsp. wildpretii
- Stekelzaad (Lappula squarrosa)
- Ruw parelzaad (Lithospermum arvense)
- Blauw parelzaad (Lithospermum purpurocaeruleum)
- Alpenvergeet-mij-nietje (Myosotis alpestris)
- Akkervergeet-mij-nietje (Myosotis arvensis)
- Veelkleurig vergeet-mij-nietje (Myosotis discolor)
- Ruw vergeet-mij-nietje (Myosotis ramosissima)
- Moerasvergeet-mij-nietje (Myosotis scorpioides subsp. scorpioides)
- Stijf vergeet-mij-nietje (Myosotis stricta)
- Bosvergeet-mij-nietje (Myosotis sylvatica)
- Bosliefje (Nemophila)
- Overblijvende ossentong (Pentaglottis sempervirens)
- Phacelia (Phacelia tanacetifolia)
- Smal longkruid (Pulmonaria montana)
- Gevlekt longkruid (Pulmonaria officinalis)
- Italiaans longkruid (Pulmonaria saccharata)
- Ruwe smeerwortel (Symphytum asperum)
- Gewone smeerwortel (Symphytum officinale)
- Knolsmeerwortel (Symphytum tuberosum))
- Bastaardsmeerwortel (Symphytum ×uplandicum)

## Geslachten
In Nederland komen de volgende geslachten voor:
- Amsinckia
- Anchusa (geslacht Ossentong)
- Asperugo
- Borago
- Brunnera
- Cynoglossum (geslacht Hondstong)
- Echium
- Lappula
- Lithospermum (geslacht: Parelzaad)
- Myosotis (geslacht Vergeet-mij-nietje)
- Nonea
- Omphalodes
- Pentaglottis
- Phacelia (voorheen in de bosliefjesfamilie - Hydrophyllaceae)
- Pulmonaria (geslacht Longkruid)
- Symphytum (geslacht Smeerwortel )

De familie telt ruim 2600 soorten in 135 geslachten, waarvan de belangrijkste zijn:
- Alkanna, Antiphytum, Argusia, Batschia, Bothriospermum, Bourreria, Buglossoides, Carmona, Cerinthe, Coldenia, Cordia, Cryptantha, Dasynotus, Ehretia, Eritrichium, Hackelia, Harpagonella, Heliotropium (geslacht Heliotroop), Lycopsis, Mertensia, Onosma, Onosmodium, Pectocarya, Plagiobothrys, Rochefortia, Tiquilia, Tournefortia, Trigonotis